# Обер, Теодор
Теодор Обер (Théodore Aubert, 8 сентября 1878, Женева — 19 января 1963, Женева) — швейцарский адвокат, писатель, политический деятель.

## Биография
Изучал право в Женевском университете. Адвокат.
В 1918 во время всеобщей забастовки в Швейцарии руководил «гражданской гвардией» в Женеве.
Защищал Аркадия Полунина на процессе Конради, защиту которого взял на себя безвозмездно. Обер сразу понял значение предстоящего процесса.
Это будет не процесс Конради и Полунина, а процесс большевизма, и большевизму должен быть вынесен обвинительный приговор.
Основал Международное соглашение против III Интернационала (Entente internationale contre la IIIe Internationale), работавшее с 1924 до 1950 года.

## Сочинения
- L’isolé : Roman. 1908.
- 1814. roman historique genevois. 1911.
- Речь Обера : произнесенная в защиту Полунина перед судом присяжных в Лозанне по делу убийства Воровского : перевод с французского. Белград : «Новое время» М. А. Суворина, 1924.
- Bolshevism’s terrible record; an indictment. 1924.